# Кореля Антелминели
Кореля Антелминели (на италиански: Coreglia Antelminelli) е община в Италия, в региона Тоскана, провинция Лука. Общината се намира в планинния район, Долината на реката Серкио, на север от административния център Лука. Населението е около 5250 души (2008).